# مارشال روزنبلوث
مارشال روزنبلوث (انگلیسی: Marshall Rosenbluth; ۵ فوریهٔ ۱۹۲۷ – ۲۸ سپتامبر ۲۰۰۳) دانشمند در زمینه پلاسما (فیزیک) و عضو آکادمی ملی علوم اهل ایالات متحده آمریکا بود.

## جوایز
روزنبلوث نشان‌ها و جوایز متعددی دریافت کرده‌است:
- نشان ملی علوم، (۱۹۹۷)
- جایزه آلبرت اینشتین، (۱۹۶۷)
- جایزه هانس آلفون، (۲۰۰۲).
- جایزه ارنست لارنس، (۱۹۶۴)
- جایزه انریکو فرمی، (۱۹۸۵)